# Alexander Mayeta
Alexander Mayeta (22 de fevereiro de 1977) é um jogador de beisebol cubano.

## Carreira
Alexander Mayeta conquistou uma medalha de prata nos Jogos Olímpicos de 2008.